# Plagiopus
Plagiopus es un género de musgos hepáticas de la familia Bartramiaceae. Comprende 11 especies descritas y de estas, solo 6 aceptadas.

## Taxonomía
El género fue descrito por Samuel Élisée von Bridel y publicado en Bryologia Universa 1(1): 596–597, pl. 5, f. 5. 1826.  La especie tipo es: Plagiopus serratus Brid. 

## Especies aceptadas
A continuación se brinda un listado de las especies del género Plagiopus aceptadas hasta diciembre de 2014, ordenadas alfabéticamente. Para cada una se indica el nombre binomial seguido del autor, abreviado según las convenciones y usos.	
- Plagiopus crassinervius (Mitt.) Broth.
- Plagiopus ithyphyllus (Brid.) Guim.
- Plagiopus javanicus (Dozy & Molk.) M. Fleisch.
- Plagiopus oederianus (Sw.) H.A. Crum & L.E. Anderson
- Plagiopus pomiformis (Hedw.) Guim.
- Plagiopus strictus (Brid.) Guim.